# 火焰蝸牛
火焰蝸牛（學名：Platymma tweediei），又稱為熔岩蝸牛、炎魔蝸牛，為馬來西亞半島地區最大的陸生蝸牛，只生活在當地的山林中。是火焰蝸牛屬（Platymma）的唯一種。牠的特徵是黑色的殼和橙色到鮮紅色間的腹足。
雖然沒有正式瀕臨絕種，但由於棲息地被破壞和盜獵者的雙重組合，該物種仍受到威脅；鮮豔的顏色使該物種被當作寵物來飼養。然而，該物種對環境有非常特殊的需求，照顧起來十分困難。

## 分布
已確定火焰蝸牛生長在海拔超過1,000公尺的熱帶山地森林地區。最初，在彭亨州金马仑高原县地區發現火焰蝸牛，但之後又在柏隆-天猛莪森林保护区和吉蘭丹州的佩高河附近發現。到目前為止，仍無法確定牠們是孤立存在，還是棲息地普遍涵蓋了半島北部的山區。

## 來源
1. 1 2  Foon, Junn Kitt.  (PDF). Tentacle. March 2014, 22: 5–7 （英语）.
2. ↑  . GBIF. Copenhagen, Denmark: GBIF Secretariat.   [19 September 2021].
3. ↑  Tomlin, J.R. le B. . Proceedings of the Malacological Society of London. 1938, 23: 116-117 （英语）.
4. ↑  M.Y., Cheq. . Conservation Malaysia. Nov 2008, 8: 6–7  [2024-12-11]. （原始内容存档于2025-02-18） （英语）.